# 南區 (芝加哥)
南区（英語：South Side）是美国伊利诺州库克县芝加哥市的一个重要组成部分。它的大部分在并入芝加哥市前是独立的镇，如海德公園（Hyde Park），是在1889年并入芝加哥市。
芝加哥南区最初被定义为芝加哥河干流以南的整个城市，但现在不包括卢普区。芝加哥南区拥有多种种族成分，在收入方面也有巨大差距。虽然它拥有贫穷、犯罪率高的名声，但现实更加多样化。芝加哥南区的居民从富裕阶层到中产阶级到工人阶级再到贫困阶层均有。阿莫尔广场（Armour Square）、Back of the Yards、布里奇波特（Bridgeport）和铂尔曼（Pullman）等社区主要是蓝领居住区，而海德公园（Hyde Park）、杰克逊公园高地区（Jackson Park Highlands District）、建伍（Kenwood）和比佛利（Beverly）则是富裕、中产阶级和中上阶级居住区。
南区拥有自己的专业运动队和标志性建筑，博物馆，教育机构，医疗机构和芝加哥的公园系统的主要部分。
巴拉克·奧巴馬總統圖書館（Barack Obama Presidential Center）將在該區傑克遜公園內建成。
芝加哥唐人街位于芝加哥南区东北部的阿莫尔广场北部，靠近近南区。

## 人口
芝加哥南区人口约为752,496人，其中93%以上是非裔美国人。

## 交通
芝加哥南区有多条州际高速公路，包括:
- 55号州际高速公路
- 90号州际高速公路
- 94号州际高速公路
- 57号州际高速公路

经过芝加哥南区的轨道交通线路有:
- CTA线路:
  - 红线（南段）
  - 绿线（南段）
  - 橙线
- 芝加哥通勤铁路Metra线路:
  - 電鐵線
  - HC
  - RI
  - SW

公交车主要有CTA和Pace两家公交公司的公交车辆运行。芝加哥南区有中途国际机场，为西南航空的转运中心之一，规模远小于奥黑尔国际机场，但依然可以到达很多城市。

## 教育
芝加哥南区著名的大学有：
- 芝加哥大学
- 伊利诺伊理工学院
- 芝加哥州立大学

## 自然地理
芝加哥南区地形平坦开阔，地表大部为城市所覆盖，建筑物多为10层以下民宅商铺。密歇根胡湖岸有多座人工湖滩公园，东南角有卡柳梅特河形成的湿地。
区域内有多条河流经过，包括：
芝加哥河南支流，沿岸有大量工厂和物流运输设施
德斯普兰斯河
卡柳梅特河，沿岸有大量重工业
区域内主要公园绿地包括：
杰克逊公园 (Jackson Park)：位于芝加哥南区东部海德公园区的滨湖公园，同时是1893年芝加哥市哥伦布发现新大陆400周年纪念世博会举办地和主会场，位于芝加哥大学东侧，邻近密歇根湖畔，园内有著名的由世博会建筑改建的芝加哥工业科学博物馆(Museum of Science and Industry, Chicago)和日本园林凤苑(Garden of the Phoenix)，以及世博会会场内原位于水上的雕像Statue of Republic。
华盛顿公园 (Washington Park)：芝加哥南区东部的公园，紧邻芝加哥大学，是南区内最大的公园之一，公园位于华盛顿公园区，该区包括公园内治安状况欠佳，针对学生的犯罪是芝加哥大学最大的治安隐患之一。
博纳海姆公园 (Burnham Park):：密歇根湖岸芝加哥市区段南段的一个湖滩公园。
马凯特公园 (Marquette Park)：芝加哥南区中部的一个公园。
奥格登公园，位于英格伍德区，周边治安状况不佳。

## 犯罪与贫困问题
芝加哥南区中有不少社区处于贫困标准以下，并因贫困、失业等问题引发了严重的暴力犯罪。富勒公园区（Fuller Park）、华盛顿公园（Washington Park）、英格伍德（Englewood）等社区因犯罪问题和帮派暴力令人敬而远之，即使富裕中产阶级聚居的海德公园区也受到波及。